# Lista över städer i Nederländerna
En lista över alla städer i Nederländerna som har mera än 100.000 invånare:

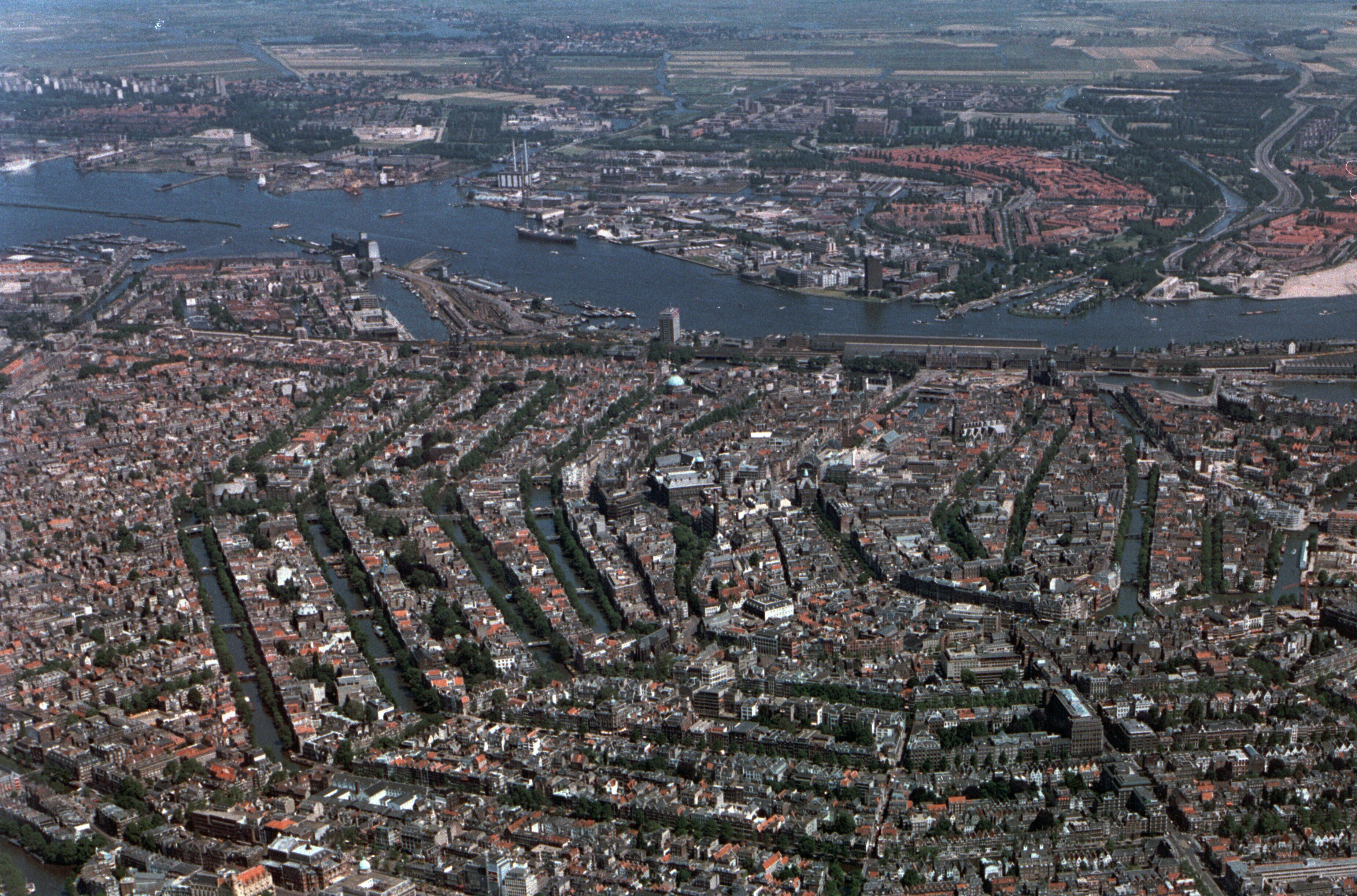
Amsterdam

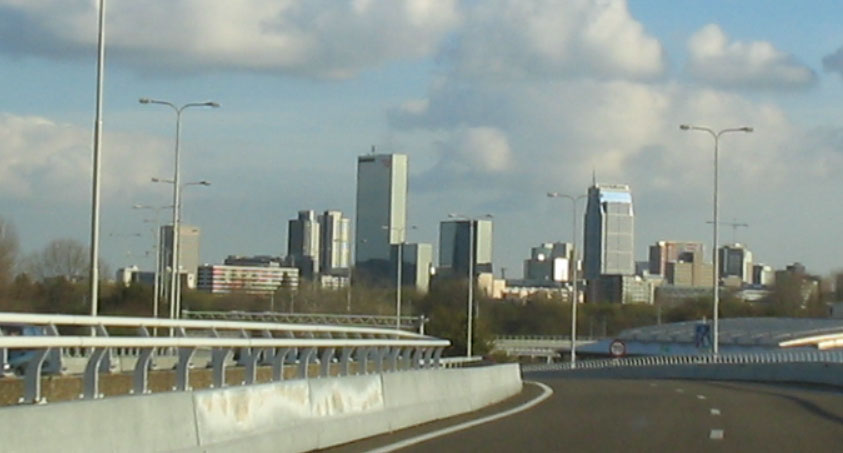
Rotterdam

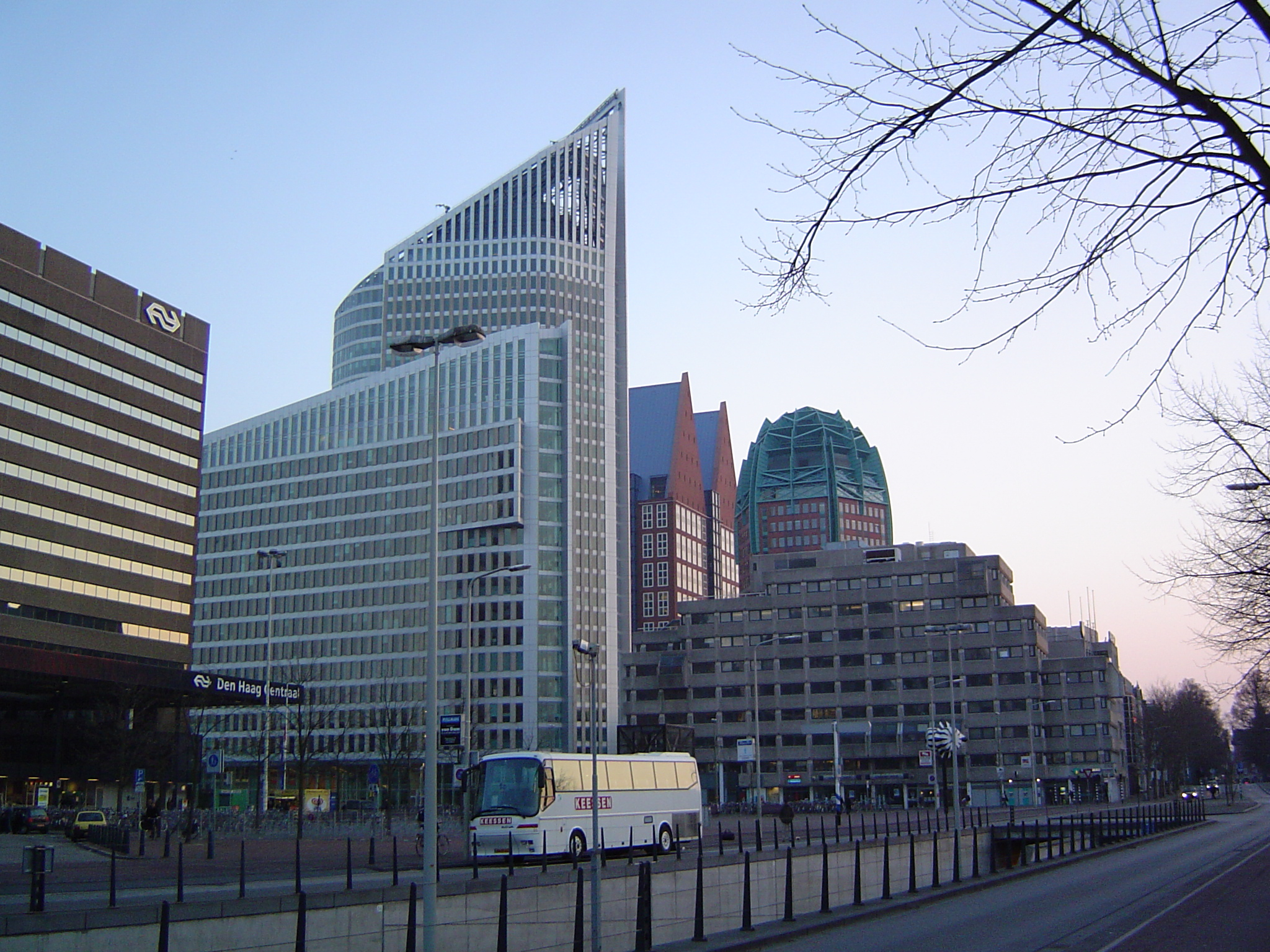
Den Haag

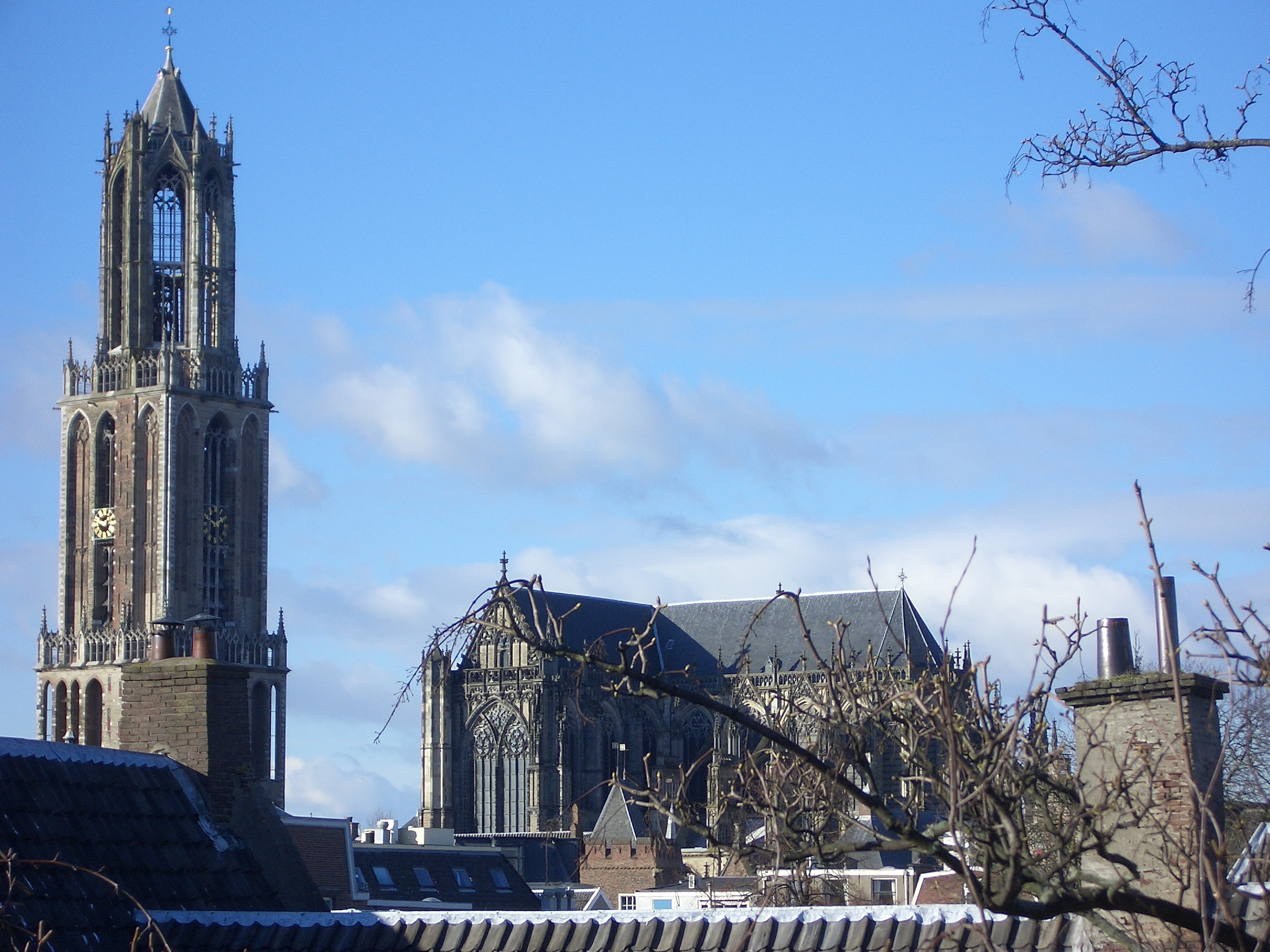
Utrecht

| Nummer | Namn             | Provins                 | Invånare 2006 |
| ------ | ---------------- | ----------------------- | ------------- |
| 1      | Amsterdam        | Noord-Holland           | 743.104       |
| 2      | Rotterdam        | Zuid-Holland            | 539.960       |
| 3      | Den Haag         | Zuid-Holland            | 475.630       |
| 4      | Utrecht          | Utrecht (provins)       | 251.130       |
| 5      | Eindhoven        | Noord-Brabant           | 209.170       |
| 6      | Tilburg          | Noord-Brabant           | 181.210       |
| 7      | Groningen        | Groningen (provins)     | 165.610       |
| 8      | Nijmegen         | Gelderland              | 151.230       |
| 9      | Haarlem          | Noord-Holland           | 147.020       |
| 10     | Arnhem           | Gelderland              | 140.430       |
| 11     | Breda            | Noord-Brabant           | 138.650       |
| 12     | Apeldoorn        | Gelderland              | 136.920       |
| 13     | Enschede         | Overijssel              | 130.960       |
| 14     | Amersfoort       | Utrecht (provins)       | 124.550       |
| 15     | Dordrecht        | Zuid-Holland            | 118.820       |
| 16     | Leiden           | Zuid-Holland            | 118.070       |
| 17     | Maastricht       | Limburg (Nederländerna) | 117.340       |
| 18     | Zoetermeer       | Zuid-Holland            | 116.980       |
| 19     | Zwolle           | Overijssel              | 110.660       |
| 20     | Almere stad      | Flevoland               | 104.860       |
| 21     | 's-Hertogenbosch | Noord-Brabant           | 101.510       |